# Hongset
Hongset är en by i Brønnøy kommun i Nordland fylke i norra Norge. Byn ligger vid änden av fylkesväg 7230, sydväst om den tidigare tätorten Hommelstø.
Mellan 1901 och 1963 tillhörde området kring byn Sømna kommun.